# 2,6-二甲酰基-4-甲基苯酚
2,6-二甲酰基-4-甲基苯酚是一种有机化合物，化学式为CH3C6H2(CHO)2OH，它是基于4-甲基苯酚最常见的异构体。它是白色固体，可通过瑞穆尔－悌曼反应制得。它可以和胺缩合，得到二亚胺配体。